# Ломикамінь мохуватий
Ломикамінь мохуватий (Saxifraga bryoides) — вид квіткових рослин з родини ломикаменевих (Saxifragaceae).

## Біоморфологічна характеристика
Це багаторічна трав'яна рослина 1.5–20 см заввишки, густо залистнена, утворює щільну подушку. Листки дрібні, 5–7 мм завдовжки, шорсткі, вгору загнуті, закінчуються гострою щетинкою; вії по краях листків прямі та довгі. Стебло зазвичай одноквіткове. Віночок у 2–3 рази довший за чашки. Пелюстки жовтувато-білі, при основі жовті, з червоними крапочками. Плід грушоподібний. Насіння 0.5–0.7 × 0.2–0.4 мм. 2n=26.

## Поширення
Зростає у Європі від пн.=сх. Іспанії до зх. України.
В Україні вид росте на скелях в альпійському поясі — у Карпатах (гори Піп Іван Чорногорський, Петрос)